# دون كاي
دون كاي (بالإنجليزية: Don Kay)‏ هو ملحن أسترالي، ولد في 25 يناير 1933.

## وصلات خارجية
- دون كاي على موقع ميوزك برينز (الإنجليزية)